# Pusté Žibřidovice

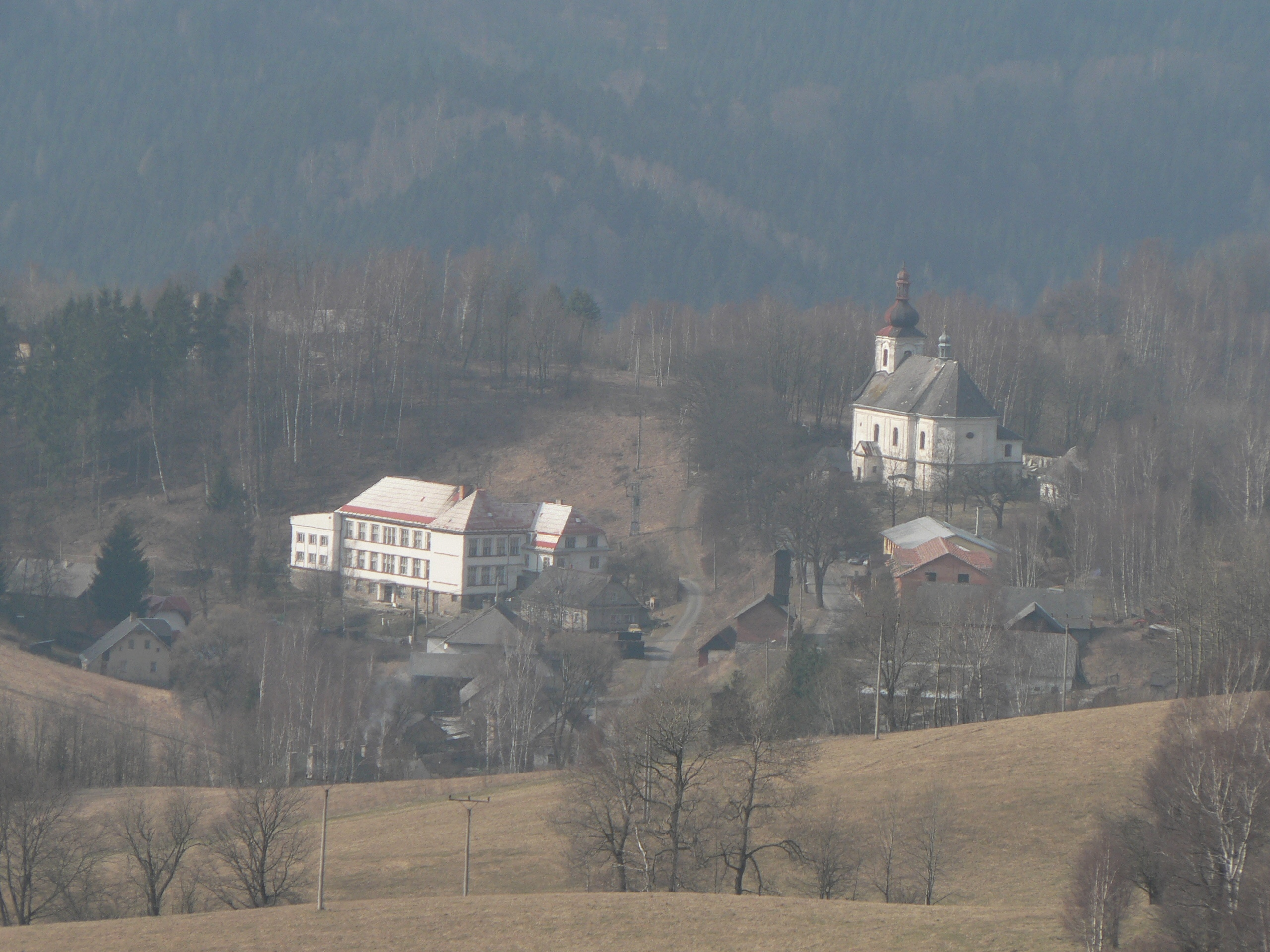
Ortsmitte mit Kirche

Pusté Žibřidovice (deutsch Wüst Seibersdorf) ist ein Ortsteil der tschechischen Gemeinde Jindřichov (Heinrichsthal) im Okres Šumperk im Olomoucký kraj. Er liegt sieben Kilometer nordöstlich von Hanušovice.

## Geschichte
Wüst Seibersdorf wurde 1382 erstmals erwähnt.
1939 war Wüst Seibersdorf eine eigenständige Gemeinde mit den Ortsteilen Beckengrund und Glasdorf im Landkreis Mährisch Schönberg. Hier lebten damals 1340 Einwohner. Im Jahre 1949 wurde Pusté Žibřidovice nach Jindřichov eingemeindet. Die Ortschaft Pusté Žibřidovice bestand im Jahre 1991 aus 15 Wohnhäusern und hatte 103 Einwohner. Im Jahre 2001 lebten in den 86 Wohnhäusern 232 Menschen.

## Ortsgliederung
Zum Ortsteil Pusté Žibřidovice gehört die Ansiedlung Pekařov (Beckengrund) und die Wüstung Sklená (Glasdorf).

## Sehenswürdigkeiten

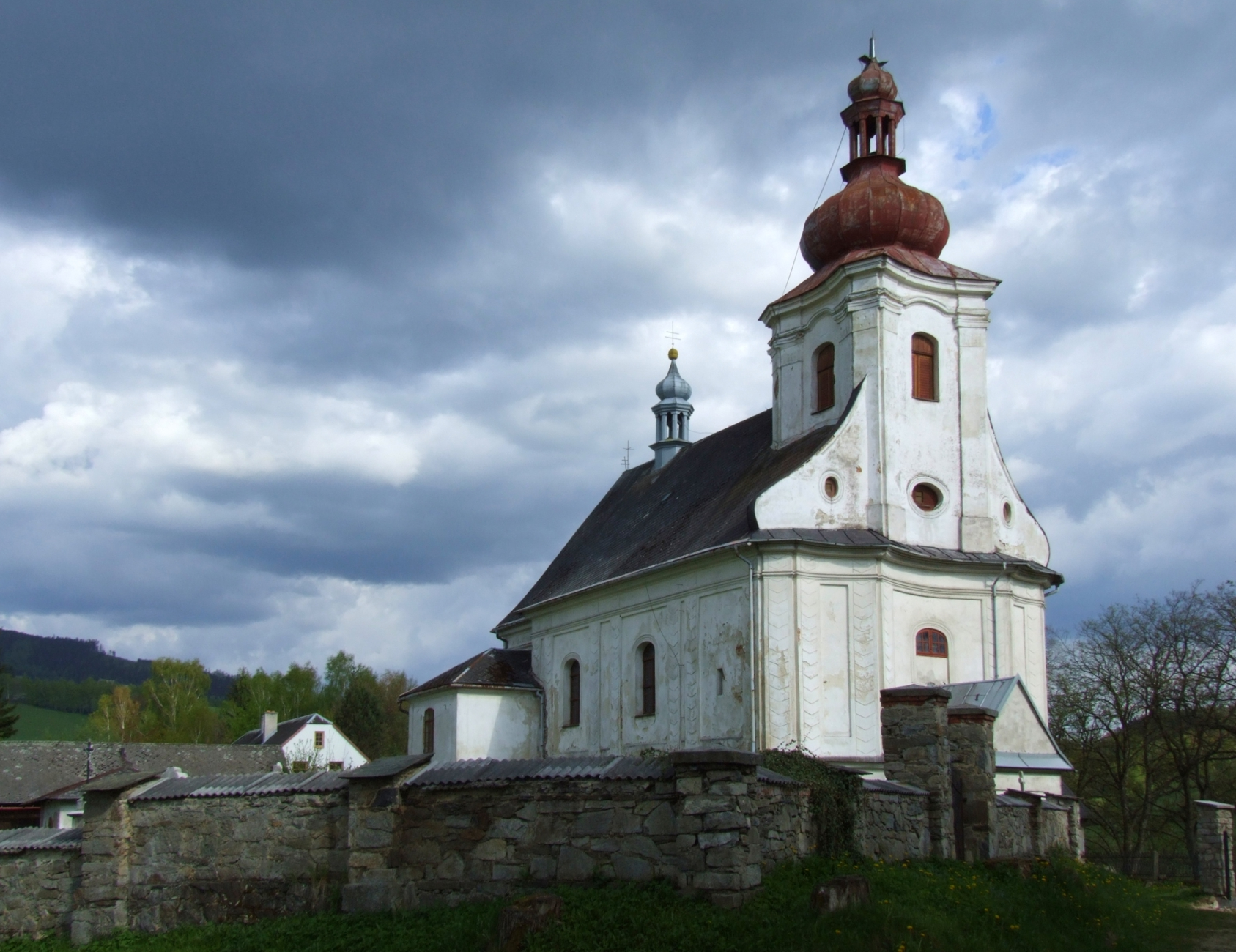
Kirche St. Maria Magdalena

- Kirche Maria Magdalena mit einer Orgel der Orgelbaufirma Franz Kolb & Söhne aus Beckengrund, Barockbau aus dem Jahre 1735